# They Don't Care About Us
〈They Don't Care About Us〉（中文：他们不在乎我们）出自麥可·傑克森1995年的专辑《HIStory: Past, Present and Future, Book I》。因内容涉嫌歧视犹太人，故该歌曲是傑克森創作單曲之中爭議最多的一首。
此歌曲有两部音乐影片：巴西版与监狱版，两部影片均由斯派克·李导演。巴西版在巴西的萨尔瓦多与里约热内卢的贫民区里面拍摄。该录影在拍摄之前，巴西国家有关部门曾试图禁止拍摄，因当时巴西正在申办2004年奥林匹克运动会，称拍摄会损害国家的形象。但尽管如此，该地区的居民非常高兴可以亲眼见证迈克尔杰克逊的舞步。监狱版引用了多个群体事件录像如1992年洛杉磯暴動、六四事件等。
在1996年至1997年的HIStory World Tour（历史世界巡回演唱会）中，这首歌与同专辑的《Scream》和《In The Closet》组合在了一起。之后从2009年7月至2010年3月在伦敦O2体育场的50场This Is It演唱会也计划演出，但因杰克逊在美国时间2009年6月25日去世，导致该演唱会取消。

## 歌曲简介
歌曲开始有儿童高唱“Enough is enough of this garbage!”，在副歌部分更有很多人合唱“All I wanna say is that they don't really care about us!”这首歌是一首流行音乐，具有每分钟88次的适度节奏。曲子的制作过程使用了钢琴与吉他。

## 音乐录像

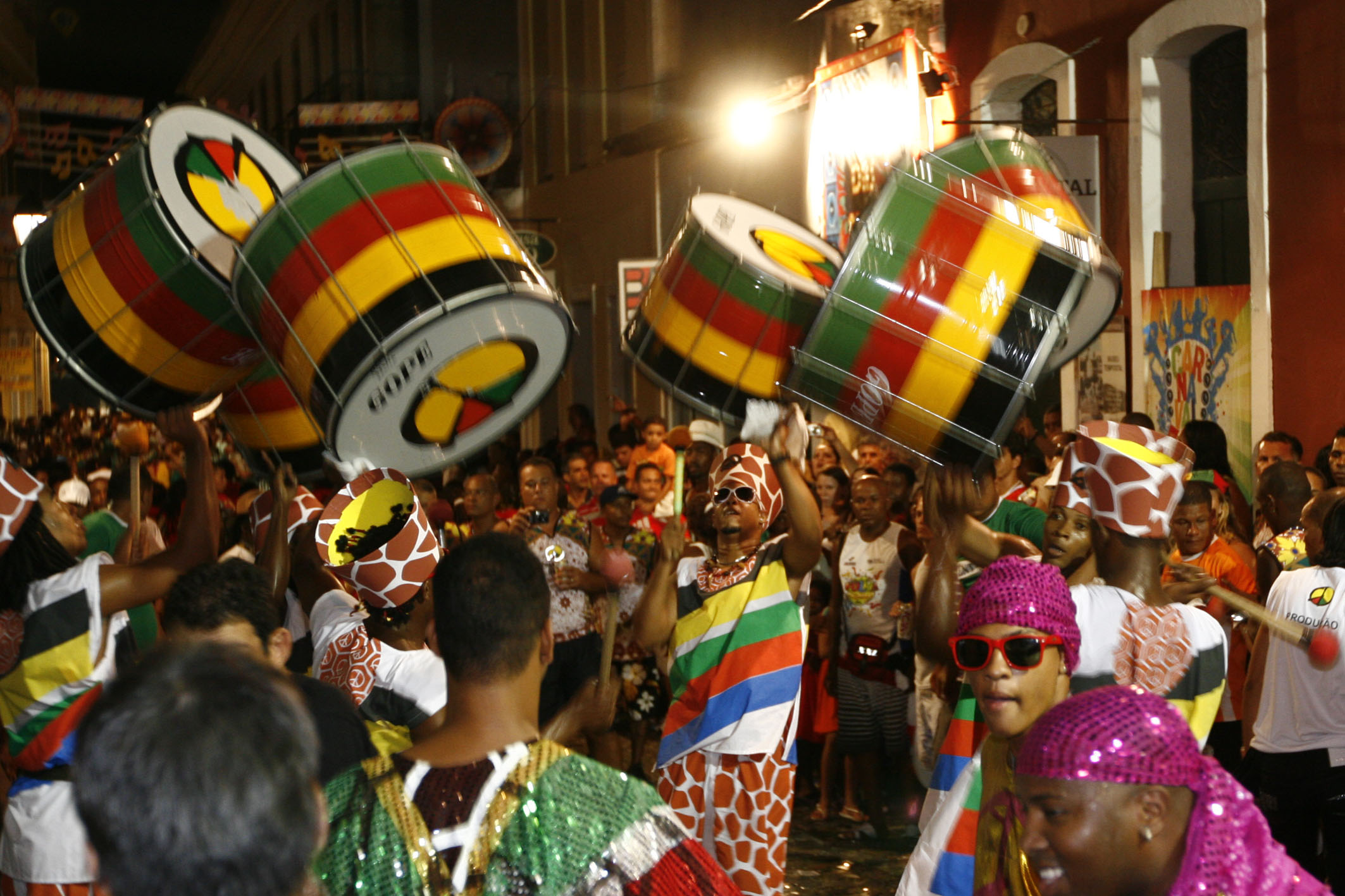
萨尔瓦多市与杰克逊合作拍摄音乐录像的文化音乐团体Olodum

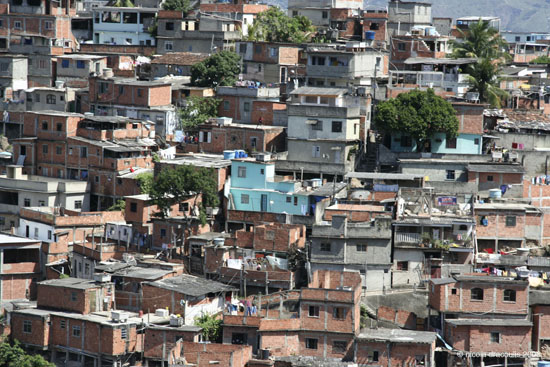
“巴西版”音乐录像的拍摄地点

第一次拍摄的音乐录像为“巴西版”。巴西国家有关机关曾试图禁止杰克逊在萨尔瓦多与里约热内卢拍摄，担心贫困的图像可能会影响旅游业。
该音乐录影中，相当多的居民与围观群众在拍摄期间包围了杰克逊。其中一位妇女在拍摄期间翻过安全线拥抱着与杰克逊一起跳舞，同时另一个女人出现从后面抱住了杰克逊导致杰克逊倒在地上，之后警察将两个女人护送离开，然后导演将杰克逊拉起继续唱歌跳舞。这个事件加入到了音乐视频里面。在视频的开始，一个巴西女人说：“Michael, eles não ligam pra gente”，意思是“迈克尔，他们不在乎我们”。 
之后杰克逊认为“巴西版”音乐录像没能彻底体现到他的愤怒，于是制作了第二个版本“监狱版”。此录影的拍摄地在监狱，里面包含了杰克逊很多无声的愤怒。影片中更引用了非常多的侵犯人权录像，包括美国白人警察攻击殴打黑人非裔美国人、六四事件、三K党与其他包含战争罪、种族灭绝罪和其他侵犯人权的军事镇压的真实画面。特别地，影片包含坦克人的录像导致“监狱版”音乐录像在中国大陆被禁播，不过在杰克逊于2009年6月25日逝世期间，中国大陆很多视频网站加入了该录像，但约两个星期之后再次被禁播。目前中国大陆的一些网站上有这一音乐录像的删减版。

## 歌词的争议
纽约时报在1995年6月15日报道该歌曲的歌词包含种族主义和反犹太主义的内容，报道强调了涉嫌反犹色彩的歌词“Jew me, sue me, everybody do me/ Kick me, kike me, don't you black or white me.”杰克逊当时直接回应说明：
|  | The idea that these lyrics could be deemed objectionable is extremely hurtful to me, and misleading. The song in fact is about the pain of prejudice and hate and is a way to draw attention to social and political problems. I am the voice of the accused and the attacked. I am the voice of everyone. I am the skinhead, I am the Jew, I am the black man, I am the white man. I am not the one who was attacking. It is about the injustices to young people and how the system can wrongfully accuse them. I am angry and outraged that I could be so misinterpreted. |

就歌词问题在ABC News栏目《黄金时间》接受深度采访时，杰克逊宣称，「那不是反犹太，因为我不是种族主义者 ……...我从来不是一个种族主义者。 我爱所有的种族。」 歌手同时声称他身边有许多的雇员都是犹太人。同一天，杰克逊得到了来自他的经理与唱片公司的支持，他们用 "brilliant"形容歌词内容，他们反对偏见和断章取义。 在那之后，两名犹太共同体的领导成员宣称杰克逊尝试写一道批评歧视的歌，但实际上却适得其反。他们认为歌词内容并不太适合十几岁的听众，也许他们不了解这首歌的背景，另外这首歌对部分听众来说实在太模棱两可了。他们接受杰克逊的善意，并且建议艺人在专辑的宣传册中写一些说明性的文字。
6月17日，杰克逊就他言论发表公开道歉。他承诺将来的专辑拷贝将包含一份道歉信。但是此时已经卖出去了2百万张专辑。歌手得出结论，"我只是希望诸位了解我是多么渴求宽容、 和平与爱， 在此我向可能因此受到伤害的人道歉"。 之后，在回顾HIStory这张专辑的时候， 纽约时报的乔·恩帕雷利斯声称，“在 ……《They Don't Care About Us》这首歌中，他用爆发的反犹主义对他一整表的兄弟情颂歌撒了谎。”
6月21日，《西雅图时报》的帕特里克·麦克唐纳批评杰克逊，宣称，"也许他过着优越的生活，但实在是没有理由把这些词语像“Jew me”和“kike”之类的用进一首流行歌曲中，除非你能用一种比较狡猾的方式澄清你是在遣责这些词语"。
6月23日，杰克逊回到录音室并改变涉嫌反犹太主义的歌词，“Jew me”和“kike me”将用“do me”和“strike me”代替。虽然音乐视频和专辑的一些副本仍然带有原话，但那些原话会被非常响亮的噪音淹没。他重申他接受“这首歌冒犯了一些犹太人”的说法。

## 排行
| 排行榜（1996）         | 峰值位置 |
| ---------------------- | -------- |
| 澳洲ARIA单曲排行榜     | 16       |
| 奥地利单曲排行榜       | 3        |
| 比利时（佛兰德斯）单曲 | 9        |
| 比利时（瓦隆）单曲     | 3        |
| 荷兰单曲排行榜         | 4        |
| 芬兰单曲排行榜         | 6        |
| 法国单曲排行榜         | 4        |
| 德国单曲排行榜         | 1（3周） |
| 意大利单曲排行榜       | 9        |
| 新西兰RIANZ单曲        | 9        |
| 挪威单曲排行榜         | 6        |
| 西班牙单曲排行榜       | 2        |
| 瑞典单曲排行榜         | 3        |
| 瑞士单曲排行榜         | 3        |
| 英国单曲排行榜         | 4        |
| 排行榜（2009）         | 峰值位置 |
| 丹麦单曲排行榜         | 9        |
| 法国数字单曲排行榜     | 9        |
| 德国单曲排行榜         | 12       |
| 新西兰单曲排行榜       | 20       |
| 挪威单曲排行榜         | 10       |
| 瑞士单曲排行榜         | 4        |
| 英国单曲排行榜         | 32       |